# 白寺镇
白寺镇，是中华人民共和国河南省周口市商水县下辖的一个乡镇级行政单位。

## 行政区划
白寺镇下辖以下地区：
白寺村、郭洼村、李庄村、穆庄村、王演庄村、西郭庄村、郭老家村、魏桥村、周庄村、北岳村、靳庄村、火烧楼村、秦湘湖村、天坡村、王坡村、西边界刘村、大屯村、白庄村、保平村、郭小寨村、乌沟张村、岗叉楼村和范楼村。